# Harlingen (commune)
Pour les articles homonymes, voir Harlingen.

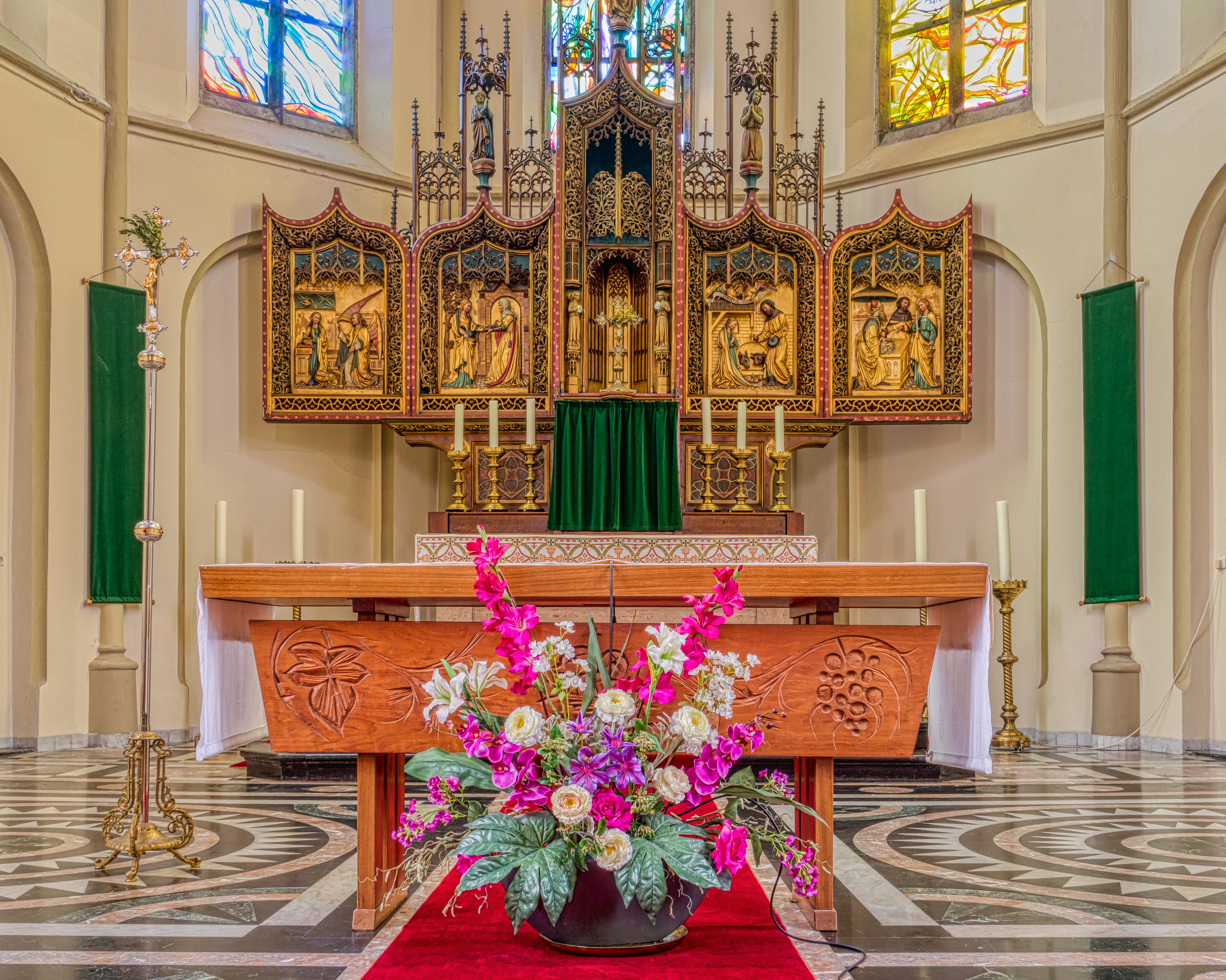
Le chœur de l'église Sint-Michaëlkerk (Harlingen). Juillet 2021.

Harlingen (Harlingue en français) est une commune néerlandaise de Frise. La ville principale de la commune est Harlingen.